# Casa Ruyra (Girona)
La Casa Ruyra és un edifici del municipi de Girona que forma part de l'Inventari del Patrimoni Arquitectònic de Catalunya. En aquest edifici hi nasqué l'any 1858, el 27 de setembre, l'escriptor Joaquim Ruyra.

## Descripció
És un edifici de planta rectangular que ocupa la franja posterior d'una parcel·la de gran desnivell respecte al carrer. L'accés es produeix per una escala central que condueix des del carrer Sant Josep fins a un pati que ocupa l'espai davanter de l'edifici i actua a manera de terrassa enlairada. Originàriament hi havia unes estàtues col·locades a cada banda del forat de l'escala, de caràcter romàntic, que qualificaven l'espai. La façana de l'edifici presenta en molt mal estat unes decoracions de terra cuita que ocupen tot el conjunt. S'estructura a manera de galeria desenvolupada en dos nivells amb arcs de mig punt i pilastres d'ordre jònic que ocupen tot el conjunt. A la part superior també hi ha una cornisa i mènsules i medallons ornamentals. Antigament el porxo presentava pintures.
L'edifici formava un conjunt molt coherent amb el jardí, amb elements ornamentals de terra cuita d'estil Neoclàssic, actualment molt deteriorat.
A principis del segle XXI el conjunt es troba molt malmès. Han desaparegut les estàtues, hi ha edificacions annexes en el pati, completament enrunades i els elements ornamentals de la façana principal són molt deteriorats. L'edifici presenta humitats i algunes esquerdes.